# Ectinosoma henneguyi
Ectinosoma henneguyi is een eenoogkreeftjessoort uit de familie van de Ectinosomatidae. De wetenschappelijke naam van de soort is voor het eerst geldig gepubliceerd in 1926 door Labbé.